# 華【hæ・nǝ】
『華【hæ・nǝ】』（はな）は、日本のヴィジュアル系ロックバンドAlice Nine（現・アリス九號.）の楽曲であり、通算14枚目のシングルとして2009年8月5日にキングレコードよりリリースされた。

## 解説
"Alice Nine"名義初のシングル。表題曲は中京テレビ・日本テレビ系『カウントダウン・ドキュメント 秒ヨミ!』8月度エンディングテーマ。
初回限定盤A・Bおよび通常盤の3タイプでリリースされ、初回限定盤Aには「華【hæ・nǝ】」、初回限定盤Bには「SLEEPWALKER」のPVを収録したDVDが付属していた。通常盤は、初回限定盤に未収録の楽曲を含む計3曲が収録された。
5つのジャンルに分けてファン投票を行った結果をもとにセットリストが組まれた結成13周年記念ライブ「13TH ANNIVERSARY LIVE “ALICE IN WONDEЯ LAND”」では、「華」がSICKS部門の4位にランクインし演奏された。

## チャート成績
本作品はオリコン週間シングルチャートでは、2009年8月17日付で初登場・最高順位ともに8位を記録した。計4週にわたって同チャート200位圏内にランクインし、その間に約1.5万枚を売り上げた。また2009年8月度月間チャートにおいて、37位にランクインした。

## 批評
『CDジャーナル』は「歌を主軸にしながらも、それぞれのパートが絡み合うことで広がりと深みを作り出した聴かせるナンバー。曲が持つスケール感の大きさは、バンドの成長ぶりも具現化した。」と批評した。

## 収録曲
初回限定盤A
| 全作詞: 将、全作曲: Alice Nine。 |                  |      |            |      |
| #                                | タイトル         | 作詞 | 作曲・編曲 | 時間 |
| 1.                               | 「華【hæ・nǝ】」 | 将   | Alice Nine | 4:56 |
| 2.                               | 「SLEEPWALKLER」 | 将   | Alice Nine | 4:29 |
| 合計時間:                        | 合計時間:        | 9:25 |            |      |

| 全作詞: 将、全作曲: Alice Nine。 |                  |      |            |
| #                                | タイトル         | 作詞 | 作曲・編曲 |
| 1.                               | 「華【hæ・nǝ】」 | 将   | Alice Nine |

初回限定盤B
CDは初回限定盤Aと共通。
| 全作詞: 将、全作曲: Alice Nine。 |                  |      |            |
| #                                | タイトル         | 作詞 | 作曲・編曲 |
| 1.                               | 「SLEEPWALKLER」 | 将   | Alice Nine |

通常盤
| 全作詞: 将、全作曲: Alice Nine。 |                        |       |            |      |
| #                                | タイトル               | 作詞  | 作曲・編曲 | 時間 |
| 1.                               | 「華【hæ・nǝ】」       | 将    | Alice Nine | 4:56 |
| 2.                               | 「SLEEPWALKLER」       | 将    | Alice Nine | 4:29 |
| 3.                               | 「ハイ・アンド・ロウ」 | 将    | Alice Nine | 4:15 |
| 合計時間:                        | 合計時間:              | 13:40 |            |      |

## 品番
|                        | リリース日   | 品番       |
| ---------------------- | ------------ | ---------- |
| 初回限定盤A            | 2009年8月5日 | KICM-91284 |
| 初回限定盤B            | 2009年8月5日 | KICM-91285 |
| 通常盤                 | 2009年8月5日 | KICM-1284  |
| デジタル・ダウンロード | 2009年8月5日 | -          |

## 楽曲の収録作品
華【hæ・nǝ】
- 『Alice Nine Complete Collection 2006-2009』[5]
- 『風月ノ詩』（セルフカヴァー）[6]